# Орел Лідія Григорівна
Лідія Григорівна Оре́л (1 квітня 1937, Драбів — 3 травня 2025 ) — український етнограф, громадська діячка. Лауреат премії імені Павла Чубинського за 1992 рік; заслужений працівник культури України з 1995 року.

## Життєпис
Народилася 1 квітня 1937 у селі Драбові (нині селище Золотоніського району Черкаської області, Україна). Її батько — бухгалтер, загинув 1941 року; мати була колгоспницею. Закінчила середню школу із золотою медаллю і вступила на українське відділення філологічного факультету Київського університету, де у 1960 році отримала спеціальність «український філолог, перекладач з чеської мови».
Після здобуття вищої освіти працювала в «Інтуристі» перекладачем з чеської мови, потім викладала у школах і вишах Києва; з 11 січня 1971 року до 3 липня 2012 року працювала у Київському музеї народної архітектури та побуту України; обіймала посади від молодшого до провідного наукового співробітника; стала співзасновницею етнографічної експозиції «Полісся», якою тривалий час завідувала, зібрала та впорядкувала близько 15 тисяч експонатів.
16 квітня 1968 року стала однією зі 139 представників київської громадськості, які підписали Листа-протеста до Політбюро ЦК КПРС проти політичних переслідувань в Україні, висловлюючи свою стурбованість з приводу непрозорих судових процесів над дисидентами в Києві та Москві.
Померла 3 травня 2025 року.

### Сім'я
- Чоловік Леопольд Ященко (1928—2016) — український музикознавець, фольклорист, диригент, композитор[b];
- Діти:
  - Іван (нар. 9 липня 1959) — перекладач з англійської та італійської мов;
  - Тарас (1964—2017) — композитор, піаніст.

## Наукова діяльність
Досліджувала історію ремесел, народних обрядів. У полі інтересів вченої були Полісся, Волинь, Полтавська область, Звенигородський район, Буковина, Закарпаття, Поділля та Слобідська Україна, результатом подорожей по яких стали сотні магнітофонних записів пісень, спогадів, розповідей від людей, які зберегли знання про народні традиції, а також велика колекція фотографій. На основі зібраних матеріалів опублікувала близько трьохсот книг і статей з різних питань української народної культури. Зокрема авторка книг:
- «Програма, запитальники та методичні поради дослідникам народної культури України» (1995);
- «Українська родина: родинний і громадський побут» (Київ, 2000);
- «Україна в обрядах на межі тисячоліть» (Київ, 2001);
- «Мальоване дерево: Наївний живопис українського села» (Київ, 2003);
- «Українські рушники: Історико-культурологічне дослідження» (Львів, 2003);
- «Шевченків край: присвячується світлій пам'яті Т. Г. Шевченка й І. М. Гончара» (Київ, 2005);
- «Народне мистецтво України на межі тисячоліть» (2007);
- «Земля, обпалена Чорнобилем: Світлій пам'яті жертв аварії на ЧАЕС» (Київ, 22009);
- «Скарбниця народної культури України» (Київ, 22009);
- «Українське Полісся. Те, що не забувається» (серія «Невідома Україна»; Київ, 2010);
- «Що ми знаємо про Крим?» (Київ; Ніжин, 2011);
- «Українська родина: обряди і традиції» (видавництво імені Олени Теліги, 2015)[c];

твори про Леопольда Ященка
- «Ми просто йшли… (Спогади)» (Ніжин, 2010; у співавторстві з Леопольдом Ященком)
- Леопольд Ященко і його славетний хор «Гомін» — велична епоха відродження традицій національного співу. Збірка спогадів і матеріалів. // Упорядники Лідія Орел, Анатолій Сєриков. — Київ, Міжнародний інститут українознавчих студій, 2024. — 512 с. — ISBN 978-617-8259-06-8.

З 1988 року вела постійні авторські народознавчі передачі на радіо: «Витоки», «Україна очима етнографа», «Звичаї нашого народу», «Скарби музеїв України», «Нашого цвіту по всьому світу» (про культурно-мистецьке життя українців за межами Батьківщини). Часто виступала з лекціями з народознавства перед найрізноманітнішими аудиторіями, постійно брала участь у конференціях та семінарах з питань традиційної культури, надавала консультації під час створення музейних експозицій від шкільних до державних.

## Виноски
1. ↑  Була активною учасницею Народного руху України, ініціаторкою створення Жіночої громади[2].
2. ↑  Побралися у 1958 році[2].
3. ↑  Видана до 200-ліття від дня народження Тараса Шевченка.